# آس (بخش کروکام)
آس (به سوئدی: Ås) یک منطقهٔ مسکونی در سوئد است که در بخش کروکام واقع شده‌است. آس ۱٫۲۰ کیلومتر مربع مساحت و ۱٬۲۱۸ نفر جمعیت دارد.